# Hail (provins)
Hail (arabiska: حَائِل) är en provins i centrala Saudiarabien. Dess huvudstad är Hail och provinsen innehar två världsarv, Jubbah och Shuwaymis.

## Historia
De äldsta invånarna i Hail-provinsen har lämnat tydliga spår efter sig i form av hällristningar föreställande djur som bland annat lejon och kameler. Dessa hällristningar blev ett Unesco-världsarv 2015.
Många karavaner korsade Hail-provinsen eftersom den ligger centralt på norra delen av Arabiska halvön. Den var även en bra väg från Röda havet till Persiska viken samt från det forna Mesopotamien till Jemen.

## Natur
Eftersom provinsen ligger mitt i Nafud, en sandöken i Saudiarabien, är en del av landskapet sandigt. En annan del är dock bergig, och på grund av detta blandas ofta stenar och sand. Längs södra Nafud finns naturliga formationer i sandsten som är en populär turistattraktion.